# Couflens
Couflens är en kommun i departementet Ariège i regionen Occitanien i södra Frankrike. Kommunen ligger  i kantonen Oust som ligger i arrondissementet Saint-Girons. År 2022 hade Couflens 103 invånare.

## Befolkningsutveckling
Antalet invånare i kommunen Couflens
Referens: INSEE